# Zřetězená zpráva
Zřetězená zpráva (anglicky Concatenated message) je způsob přenosu SMS a EMS s větší délkou než 140 bytů (160 sedmibitových znaků) mobilní sítí GSM. Zpráva se sítí přenáší rozdělená na segmenty, z nichž každý obsahuje pořadové číslo segmentu, celkový počet segmentů ve zprávě a referenční číslo sloužící k rozlišení segmentů různých zpráv. Každý segment se přenáší samostatně a obvykle se účtuje jako zvláštní SMS. Telefon příjemce by měl z jednotlivých segmentů sestavit kompletní zprávu. Některé telefony umí zobrazit i zprávu, jejíž všechny segmenty nebyly doručeny, a vhodným způsobem informovat příjemce, že zpráva není kompletní (například symbolem roztržené obálky), jiné telefony zobrazují pouze úplné zprávy.
Některé telefony při odesílání delších zpráv přepínají buď automaticky nebo podle uživatelského nastavení na službu MMS.

## Technická realizace
Informace indikující, že SMS je segmentem zřetězené zprávy, je obsažena v User Data Header. Má délku 6 nebo 7 bytů a při použití 7bitového kódování zkracuje maximální možný počet znaků v segmentu ze 160 na 153 nebo 152 znaků.